# DOK Leipzig (кінофестиваль)
Міжнародний Лейпцизький фестиваль документального та анімаційного кіно (нім. Internationales Leipziger Festival für Dokumentar- und Animationsfilm; DOC Leipzig) — один з найстаріших кінофестивалів документального та анімаційного кіно світу. Заснований у 1955 році і проводиться щорічно в жовтні-листопаді в Лейпцигу (Німеччина). В рамках фестивалю проводиться кіноринок.

## Історія
Фестиваль був організований у 1955 році як «клуб кінематографістів НДР» у рамках «Загальнонімецького Лейпцизького тижня культури і документального кіно» і може вважатися першим незалежним кінофестивалем Східної Німеччини. За часів «холодної війни» фестиваль став унікальним майданчиком для зустрічей діячів кіноіндустрії Сходу і Заходу. З 1960 року «DOK Leipzig» має статус міжнародного кінофестивалю.
Після об'єднання Німеччини «DOK Leipzig» зміг стати одним з провідних кінофестивалів документального кіно, сформувавши свій особливий погляд.
З 1991 року організацією та проведенням кінофестивалю займається DOK-Filmwoche GmbH (Лейпциг).
Головною нагородою фестивалю є Приз «Золотий голуб» (нім. Goldene Taube) — статуетка у вигляді голуба, та грошова премія в розмірі 10 тисяч євро.
57-й кінофестиваль «DOK Leipzig» проходив з 27 жовтня до 2 листопада 2014 року. У п'яти конкурсних категоріях за нагороди фестивалю змагалися 46 документальних стрічок та 34 анімаційні фільми. Загалом на фестивалі було показано 368 фільмів з 62 країн, в тому числі й з України («Майдан» режисера Сергія Лозниці та «Все палає» Олександра Течинського, Олексія Солодунова та Дмитра Стойкова).

## Програма
- Міжнародна програма документального та анімаційного кіно
- Програма німецького документального кіно
- Міжнародна програма молодих талантів в документальному кіно
- Інформаційні та спеціальні програми
- Ретроспективи

## Переможці

### 2014 рік
| Номінація                                                                             | Фільм              | Оригінальна назва | Режисер                                                 | Країна     |
| ------------------------------------------------------------------------------------- | ------------------ | ----------------- | ------------------------------------------------------- | ---------- |
| Найкращий документальний фільм                                                        | «Правила гри»      | Les règles du jeu | Клодін Борі, Патріса Шаньяр                             | Франція    |
| Найкращий німецький повнометражний документальний фільм                               | «Ефект доміно»     | Domino Effekt     | Ельвіра Невера, Петро Росоловський                      | Німеччина  |
| Найкращий анімаційний фільм                                                           | «Мертвонароджений» | Still Born        | Аса Сандзен                                             | Швеція     |
| Найкращий міжнародний короткометражний документальний фільмом                         | «Ескорт»           | Escort            | Ґідо Гендрікс                                           | Нідерланди |
| Найкращий анімаційний документальний фільм                                            | «Біла смерть»      | Muerte blanca     | Роберто Колліо                                          | Чилі       |
| Спеціальна нагорода від Mitteldeutscher Rundfunk за видатний східноєвропейський фільм | «Все палає»        |                   | Олександр Течинський, Олексій Солодунов, Дмитро Стойков | Україна    |

### 2018 рік
| Номінація                                                                             | Фільм                 | Оригінальна назва | Режисер       | Країна  |
| ------------------------------------------------------------------------------------- | --------------------- | ----------------- | ------------- | ------- |
| Спеціальна нагорода від Mitteldeutscher Rundfunk за видатний східноєвропейський фільм | «Явних проявів немає» | No obvious signs  | Аліна Горлова | Україна |